# 司徒奇
司徒奇（1907年—1997年），乳名燮芬，字蒼城，廣東開平赤坎鎮中股桂毓里人，為中國畫嶺南畫派第二代著名畫家。初學西洋畫，於22歲時加入嶺南畫派之父高劍父創立的「春睡畫院」轉習中國畫，与關山月、黎雄才交往密切，並称為嶺南畫派的「春睡三友」。司徒奇是當代画家司徒乃钟的父親，與表兄現代名油畫家司徒乔、表弟名雕塑家司徒兆光，被稱為「一市三司徒」。

## 生平
司徒奇，出身於晚清光緒三十三年（1907年），父親司徒枚是清朝邮传部八品录事官，善詩文、繪畫，司徒奇年幼時饱受诗书繪畫熏陶，以临摹父亲所珍藏的书画為樂，此為司徒奇的繪畫藝術啟蒙階段。
1924年，考进广州市立美术学校西洋畫科，学习西洋藝術。司徒奇进校不久，就崭露头角，被其导师丁衍庸称为「下笔作画，颇有奇气，极不平凡」 。两年后转入上海的中华艺术大学，繼續專研深造學藝。1928年，司徒奇的两幅油画作品被中华艺术大学甄选上，送交参加國家教育部舉辦的第一次全国美术展。作品之一的《藝人之妻》荣获第一名，作为首页作品刊登在《第一次全国美术展览会名作选集》；另一幅《青春的悲哀》获得纪念奖，後由广州市立博物馆收藏。
1929年，司徒奇22歲，完成学业後返回广州，创办了「烈风美术学校」及「维尼斯美术研究社」，舉辦過幾次個人畫展，在畫壇上的聲譽日益升高，由此受到廣州市政府延聘為廣州市府美術專員。当时的广州画坛，以高劍父为代表的「新」派和广东国画研究会的「旧」派之间，在報紙專刊上正上演一场傳統與創新的激烈论戰。司徒奇的藝業養成雖源自西洋藝術，但家學淵源的對中国藝術亦有深厚的學養，他认同高劍父的主张，認為中国画应该向前看，不断革新。於是提笔撰文抨击旧派，声援新派。司徒奇的聲援勇气與才氣，受到高劍父的欣赏，于是高親自邀请司徒奇加入春睡画院。由此機緣，司徒奇便從西洋畫創作轉而學習專攻中国画，司徒奇在春睡畫院期間，融貫中西繪畫藝術特長。
司徒奇於1936年結婚，婚後不久抗日战争爆發，抗戰时期，司徒奇回到家乡開平第一中學擔任美術教師，平日投入教育工作，并担任开平抗日宣传股长，一有空檔即投入繪畫創作，以賣畫募款所得用來救助戰火下的難民及貧困者。《荻海风火图》和《妈呀》是這個时期的力作，作品反映日軍無情的轟炸，使美麗的家園滿目瘡痍，民眾骨肉分離，哀號悲慘的畫面扣人心弦，喚醒人民對侵略者的抵抗與愛國情緒，畫作共募得美金30萬的義賣款，司徒奇將全數款項捐給了當地的難民救濟所。
1950年，司徒奇全家迁往澳门，从事繪畫藝術研究与教授学生；1960年，從澳门迁往香港。1955年在香港期間创立「蒼城畫會」，多次舉辦畫展，會員發展到近百人，得到藝術界與同行好評。1976年，舉家移民加拿大，這時的司徒奇已經70高龄，雖身處異國他鄉，但精力充沛，作畫不綴。1978年，他的畫作《雪松》、《晴雪》及其四子司徒乃鐘的《秋色》被聯合國美術部門選中收藏，並印成聯合國國際兒童基金會的指定明信片和聖誕卡被發放到世界各地，以此募集國際兒童基金，為中國畫家至今僅有的殊榮。

## 画风
司徒奇16岁进入广州市立美术学校学习西洋藝術，《藝人之妻》是他的成名之作，後师承高劍父后，由专攻西洋畫转折到学习中國畫。司徒奇初期的國畫，颇受西洋畫的束缚，刻意的線條笔触，注重色彩層次，忽视用墨與留白的中國畫精神。之后逐漸轉型成「春睡画院」輕盈秀巧的風格，司徒奇以此畫風為基調，在線條與用墨方面孕育出自己的風格。他筆下的中國畫设色绚丽，又不失樸拙之氣，他畫的牵牛花，媚蔓可掬；牡丹花，富丽雍容，生活气息浓郁；木棉花，挺拔苍秀，在畫壇享有「司徒牵牛」、「司徒牡丹」和「司徒木棉」的称謂讚譽，這是司徒奇画艺臻至炉火纯青的肯定。
80年代之後，司徒奇多次返回故鄉，捐資鉅款，在家乡開平市創立教倫中學，投入文化教育事業的發展及文化藝術的推廣。1997年，司徒奇病逝於溫哥華，享年90歲。

## 代表作
- 《藝人之妻》
- 《荷花》
- 《雪松》（獲選為聯合國美術部門收藏作品）
- 《晴雪》（獲選為聯合國美術部門收藏作品）